# Siedlung Blumläger Feld

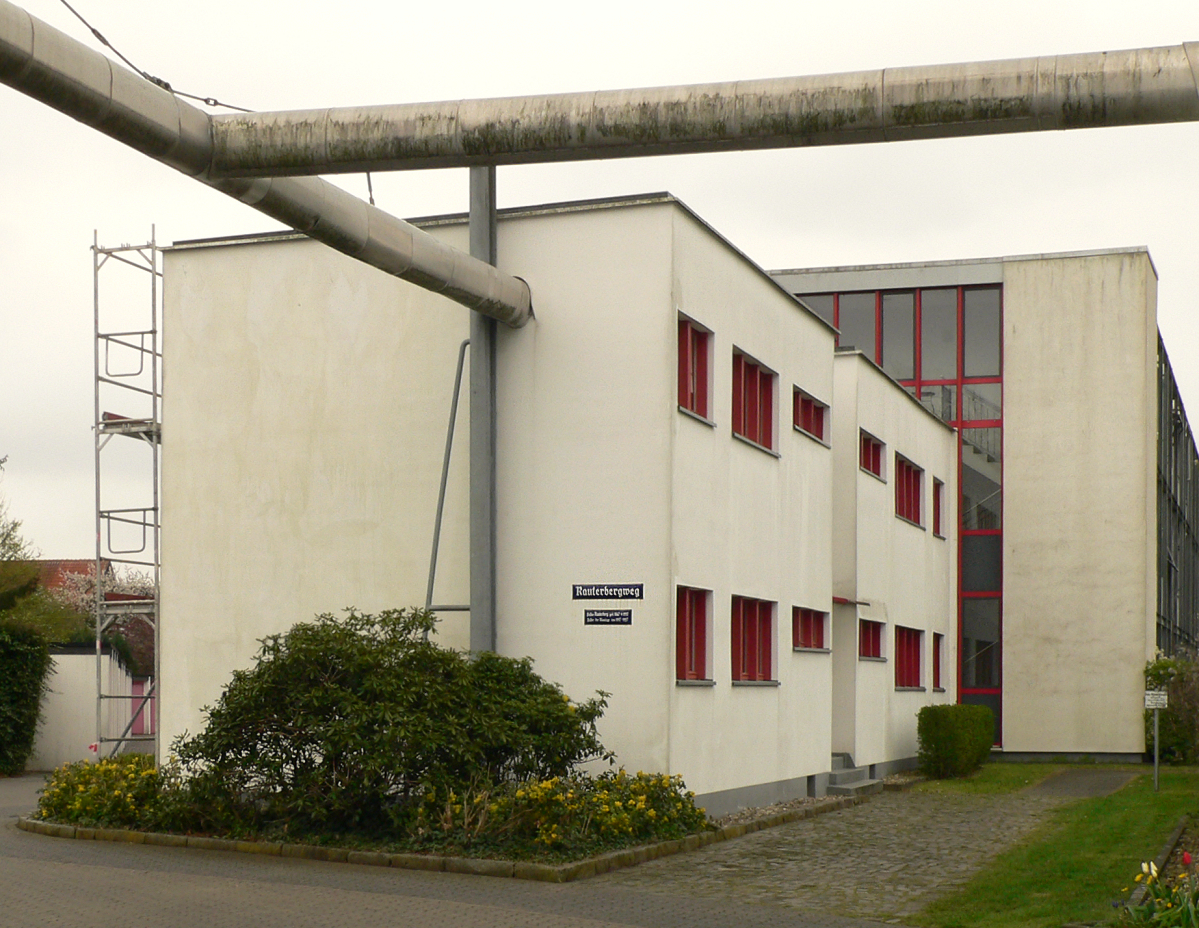
Östliche Wohnzeile der Siedlung Blumläger Feld mit Fernwärmerohren, daran ansetzend der im Jahr 2003 verbreiterte und erhöhte Rest der Wohnzeile

Die Siedlung Blumläger Feld ist eine Wohnsiedlung des Neuen Bauens in Celle in Niedersachsen. Sie wurde vom Architekten Otto Haesler geplant und 1931 fertiggestellt. Die Anlage besteht aus Zeilenbauten in Stahlskelettbauweise mit ursprünglich 147 kostengünstig hergestellten Kleinstwohnungen.

## Geschichte und Beschreibung

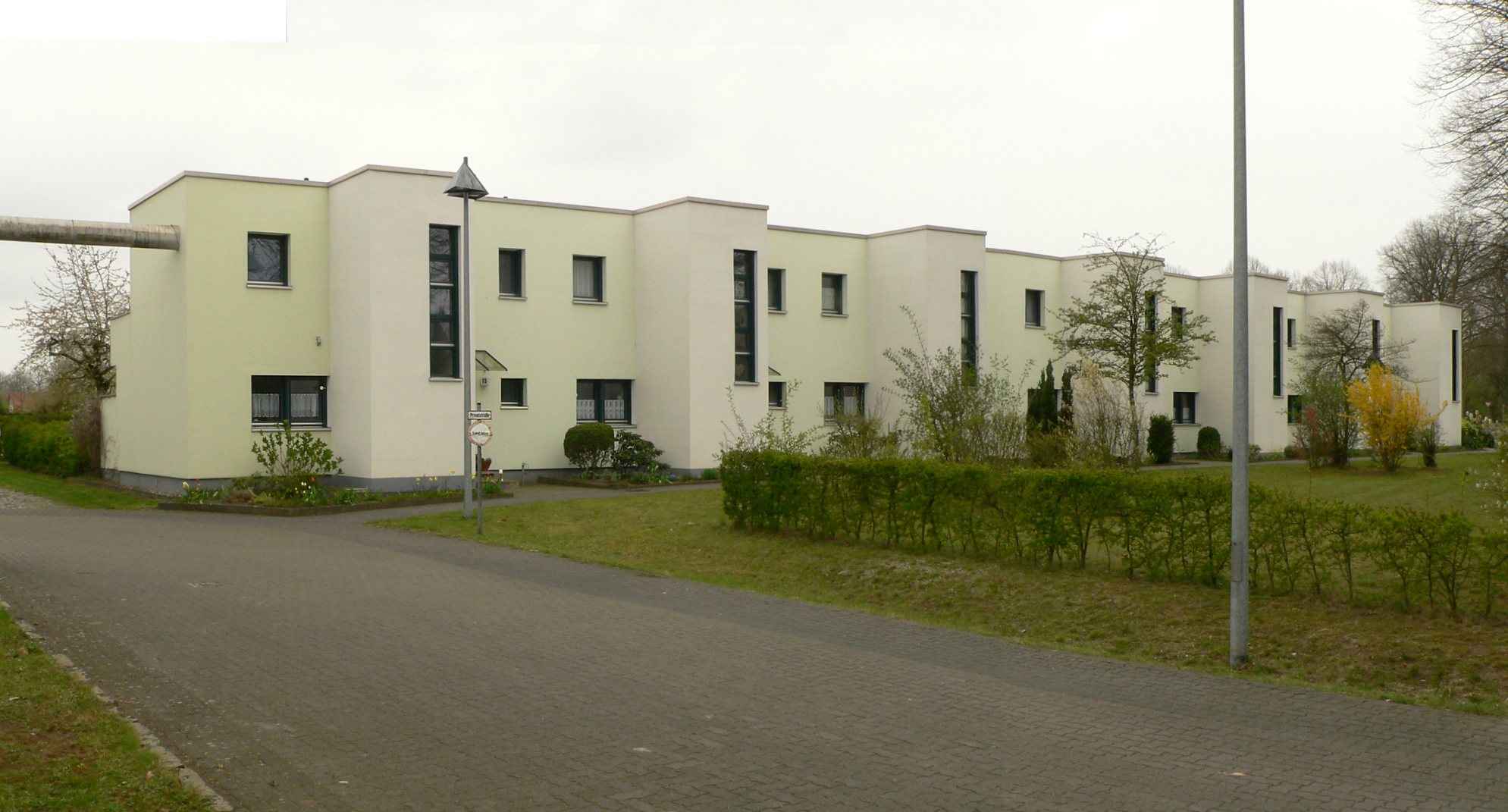
Der sogenannte Lungenblock der Siedlung Blumläger Feld

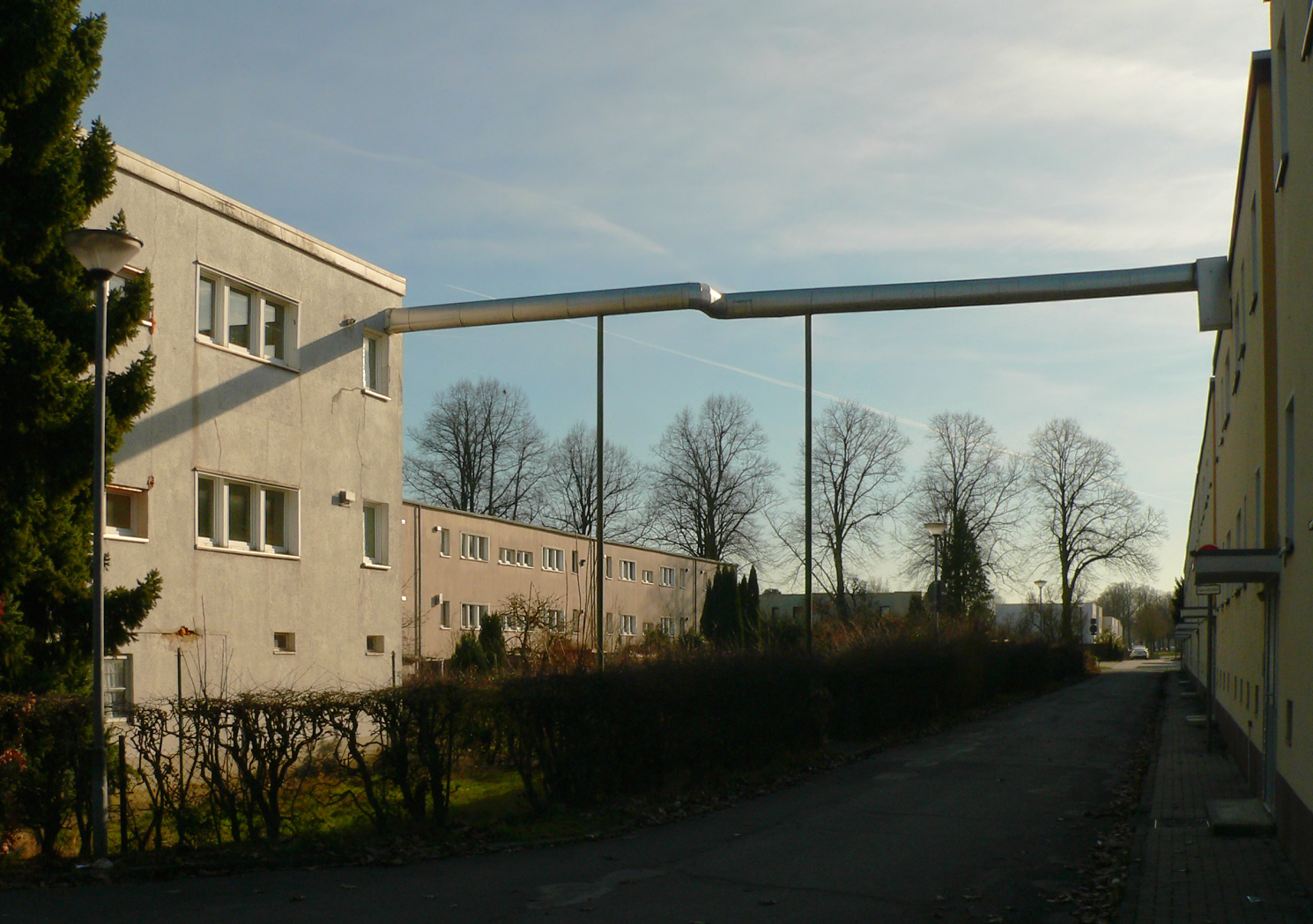
Wohnblocks mit abgestützten Fernwärmerohren

Die Siedlung im Celler Ortsteil Westercelle entstand zur Zeit der Weltwirtschaftskrise mit drei Millionen Arbeitslosen in Deutschland und erheblicher Wohnungsnot. 1930 initiierte die Regierung Brüning ein Wohnungsbauprogramm. Vorgegeben war die Schaffung von „Kleinstwohnungen einfachster Art für Familien mit Kindern und zu Mieten, die den schwierigsten Verhältnissen […] Rechnung tragen“. Das Programm begrenzte die Wohnfläche auf 32 bis 45 m².
Planungen des beauftragten Celler Architekten Otto Haesler begannen bereits Mitte 1927; der Baubeginn war für Ende 1927 vorgesehen. Begonnen werden konnte jedoch erst 1930 mit der unterdessen eigens als Bauträger gegründeten Städtischen Wohnungsfürsorge-Gesellschaft (heute WBG, Städtische Wohnungsbau). Von den ursprünglich mit 500 Wohneinheiten wurden in zwei Bauabschnitten nur 147 Wohneinheiten verwirklicht.
Die Siedlung erstreckte sich ursprünglich an den Straßenzügen Rauterbergweg, Hugoweg, Galgenberg, Vogelsang und Rosenhagen.
Der erste 1930 begonnene Bauabschnitt mit 95 Wohneinheiten liegt im Süden der Straße Galgenberg auf einem langen und schmalen Grundstück, das sich in Nord-Süd-Richtung erstreckt. Die Erstbebauung bestand aus zwei Wohnzeilen, die 220 Meter lang waren und parallel verliefen. Zwischen den nördlichen Enden der Gebäude wurde als Quertrakt errichtet, so dass das Gebäudeensemble eine nach Süden offene U-Form bildete. In den umschlossenen großen Freiflächen lagen die jeweils 140 m² großen Nutz- und Erholungsgärten der Siedlungsbewohner. Die beiden langen Wohnzeilen waren zweigeschossig und verfügten über jeweils 11 Treppenhäuser und 44 Wohnungen. Die einzelnen Wohnungen wurden nicht nach der Anzahl der Zimmer oder der Wohnfläche (34, 43 und 51 m²) beschrieben, sondern wegen der herrschenden Wohnungsnot nach der Zahl der Betten als Zwei-, Vier- oder Sechs Bett-Typ bezeichnet. Die Wohnungen verfügten über eine Toilette, aber über kein Badezimmer. Der einzige Heizkörper befand sich im Wohnzimmer. Der zweigeschossige Quertrakt bestand aus sieben nach Süden ausgerichteten Einfamilien-Reihenhäusern. Sie verfügten als Besonderheit über eine Liegeterrasse im Erdgeschoss und einen Balkon im Obergeschoss. Sie wurden vom Gesundheitsamt mit an Tuberkulose erkrankten Familien belegt, so dass der Trakt auch Lungenblock genannt wurde. Zum Ensemble gehörten ein Zentralgebäude mit Wäschewaschraum zur Gemeinschaftsnutzung, Baderaum mit Badewannen- und Duschkabinen und ein zentrales Heizhaus mit Koksöfen und Kohlenbunker zur Versorgung mit Fernwärme. Zwischen den einzelnen Gebäuden der Siedlung verliefen in sechs Meter Höhe abgestützte Fernwärmerohre, die die Heizungswärme zu den Wohnhäusern transportierten. Die unkonventionelle Rohrverlegung sollte Kosten einsparen.
Der nördlich gelegene zweite Bauabschnitt mit drei Wohnzeilen sowie Einzelhäusern für 52 Wohneinheiten entstand 1930 bis 1931. Die im ersten Bauabschnitt aufgetretenen Mängel durch undichte Keller wurden nun mit Hochkellern umgangen.
Da der Grund und Boden preiswert war, entwarf Haesler für die Siedlung eine nur zweigeschossige Bebauung. Als Bauweise wählte er eine Stahlskelettkonstruktion aus Winkeleisen mit einer Lochstein-Ausfachung und Wärmedämmung aus gepressten Strohplatten, wozu 1928 an einer anderen Stelle in Celle ein Versuchshaus errichtet worden war, finanziert von der Berliner Reichsforschungsgesellschaft für Wirtschaftlichkeit im Bau- und Wohnungswesen (RFG). Sein Siedlungsprojekt verstand Haesler ausdrücklich als einen Beitrag zur „Bauforschung an Kleinstwohnungen“, so auch der Titel seiner – während der Ausführung – in fünf Teilen veröffentlichte Berichte im renommierten Zentralblatt der Bauverwaltung 1930 und 1931. Nach Haeslers Worten waren die „Ergebnisse in Bezug auf die verbilligte Herstellung im allgemeinen beachtlich; ebenso die Einsparungen bei der Anlage der zentralen Heizanlage und beim laufenden Verbrauch von Heizmaterial. Die monatliche Miete der kleinsten Wohnung betrug 12 Reichsmark und die monatliche Beheizung auf 12 Monate umgelegt pro Monat 3,50 Reichsmark“.
Obwohl die Siedlung auf große Mieternachfrage stieß, blieben negative Reaktionen von Architekturkritikern nicht aus. Der Hauptvorwurf traf die kleinen Schlafkammern, die Bruno Taut als „Gefängniszellen“ verurteilte. Und „Haeslers Wohnung ist überhaupt nur noch Schlafgelegenheit, denn sein Wohnraum wird zum Korridor für die einzelnen Schlafkojen“ (Adolf Behne). Konservative Architekten kritisierten vor allem die neuen Baustoffe und Baukonstruktionen der „aufgestellten Moskauer Wohnkisten“ und beklagten undichte Flachdächer, Traufennässe, Putzrisse und Anstrichschäden.

## Stil und Bedeutung

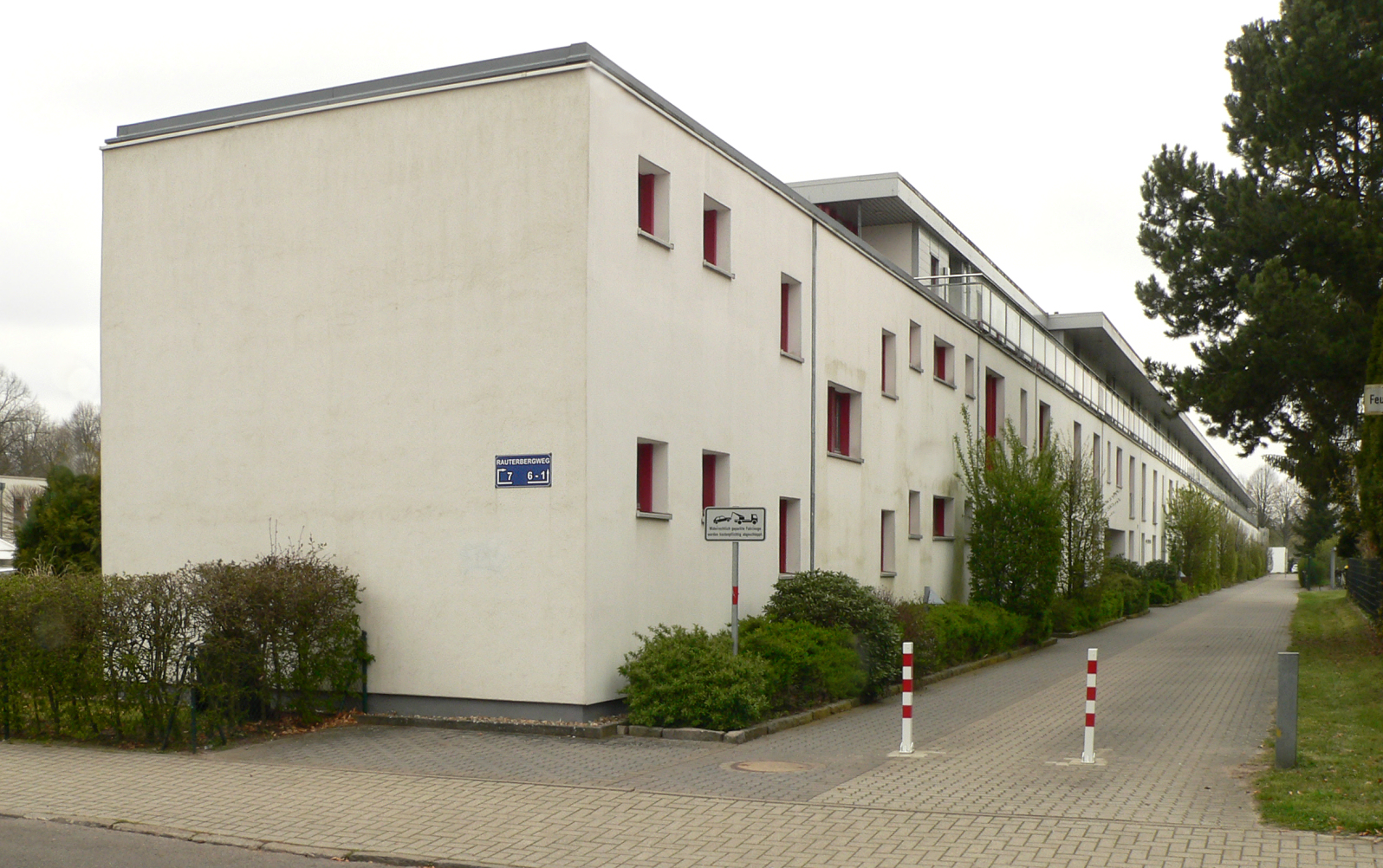
Südende der 220 Meter langen östlichen Wohnzeile als ursprünglicher Teil, daran ansetzend der im Jahr 2003 verbreiterte und erhöhte Rest der Wohnzeile

Trotz der teils polemischen und teils berechtigten Kritiken von Zeit- und Fachgenossen der 1930er Jahre gilt die Siedlung Blumläger Feld unterdessen geschichtlich als eines der konsequentesten Siedlungswohnungsbauprojekte der Zwischenkriegszeit, bei der die Städtische Wohnungsfürsorge-Gesellschaft und ihr Architekt Otto Haesler mit seinen Bauten für das Existenzminimum eine frühe Form des sozialen Wohnungsbaus verwirklichten. Die Bauweise einer rationell vorgefertigten Stahlskelettkonstruktion mit Ausmauerung und Dämmung durch Strohmatten war eine technische Innovation des Bauens. Flachdächer, rechteckige Baukuben und glatte Putzflächen drücken die programmatische Ästhetik der Avantgarde aus.
Die Siedlung ist seit den 1980er Jahren als Ensemble wegen ihrer großen Bedeutung denkmalgeschützt, so dass an ihrer Erhaltung ein öffentliches Interesse im Sinne des Niedersächsischen Denkmalschutzgesetzes besteht. Die Beschreibung der verschiedenen Ebenen der geschichtlichen (vor allem sozialgeschichtlichen und baugeschichtlichen), künstlerischen, wissenschaftlichen und städtebaulichen Bedeutung durch das Niedersächsische Landesamt für Denkmalpflege mündete in folgender Zusammenfassung: „Haeslers 1930–31 errichtete Siedlung Blumlägerfeld bezeugt wie kaum eine andere, mit welchen Mitteln und mit welchem Ausdruck ein engagierter Architekt die existenziellen Nöte der Schwächsten in einer ungewöhnlich schwierigen Zeit der deutschen Geschichte zu bewältigen suchte. […] Die Siedlung Blumlägerfeld war und blieb in Deutschland eines der konsequentesten Projekte im Wohnungsbau der Zwischenkriegszeit. Sie dokumentiert die Tätigkeit Haeslers auf dem Höhepunkt seines Schaffens.“

## Teilabrisse und aktueller Zustand

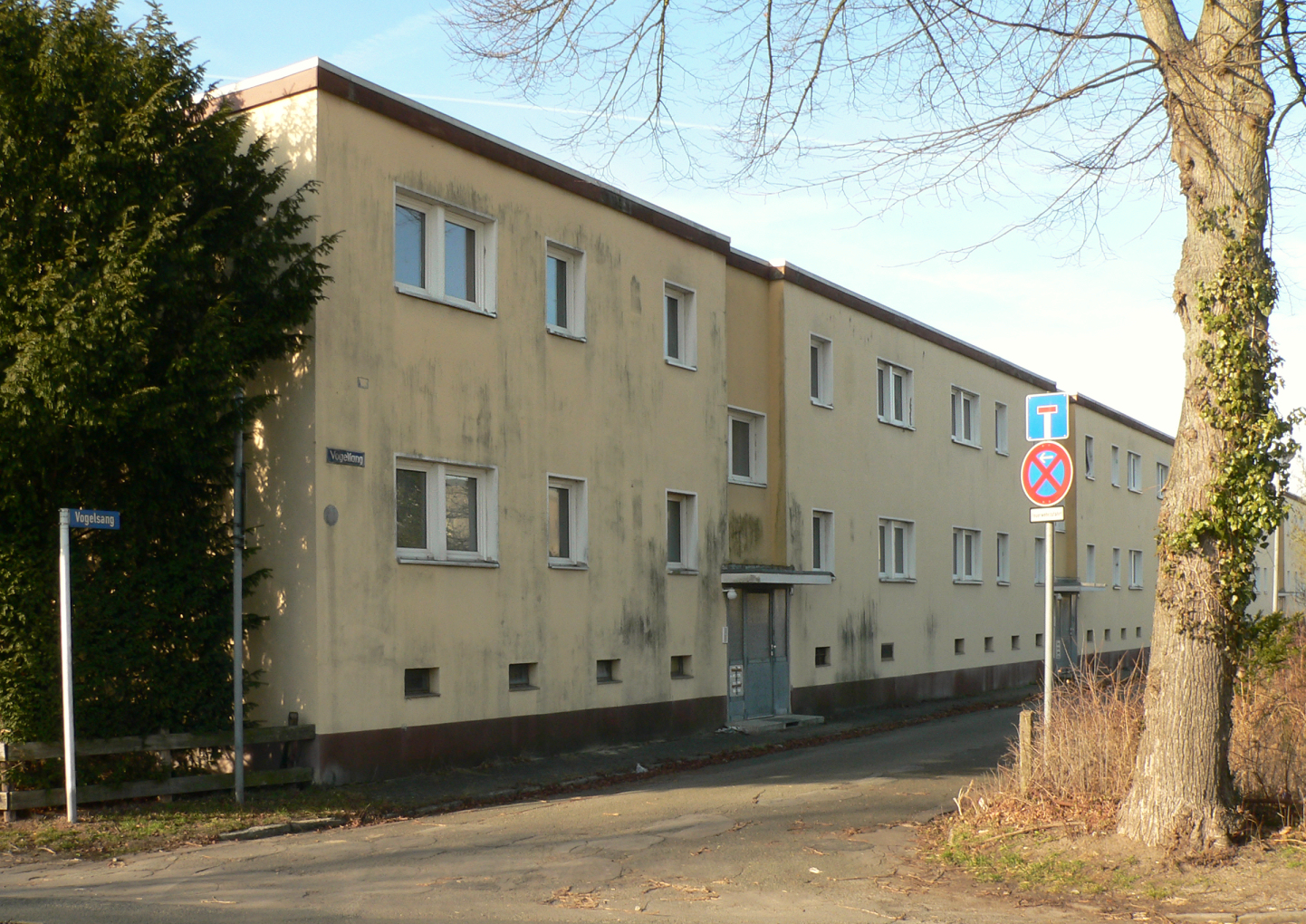
Leerstehender Wohnblock im nördlichen zweiten Bauabschnitt der Siedlung, 2019

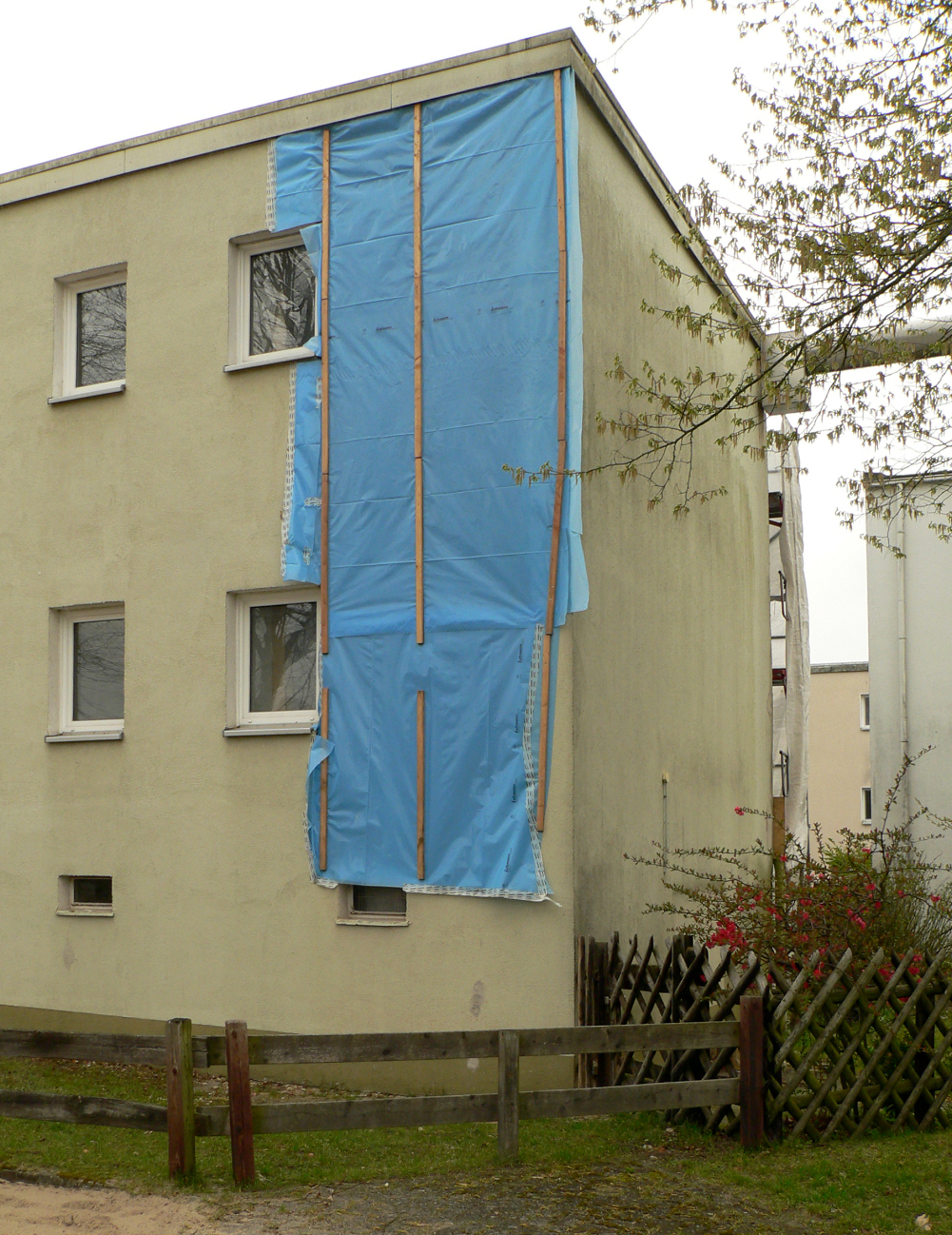
Fassadenöffnung zur Schadensbegutachtung am Stahlskelett des Gebäudes Galgenberg 20, 2019

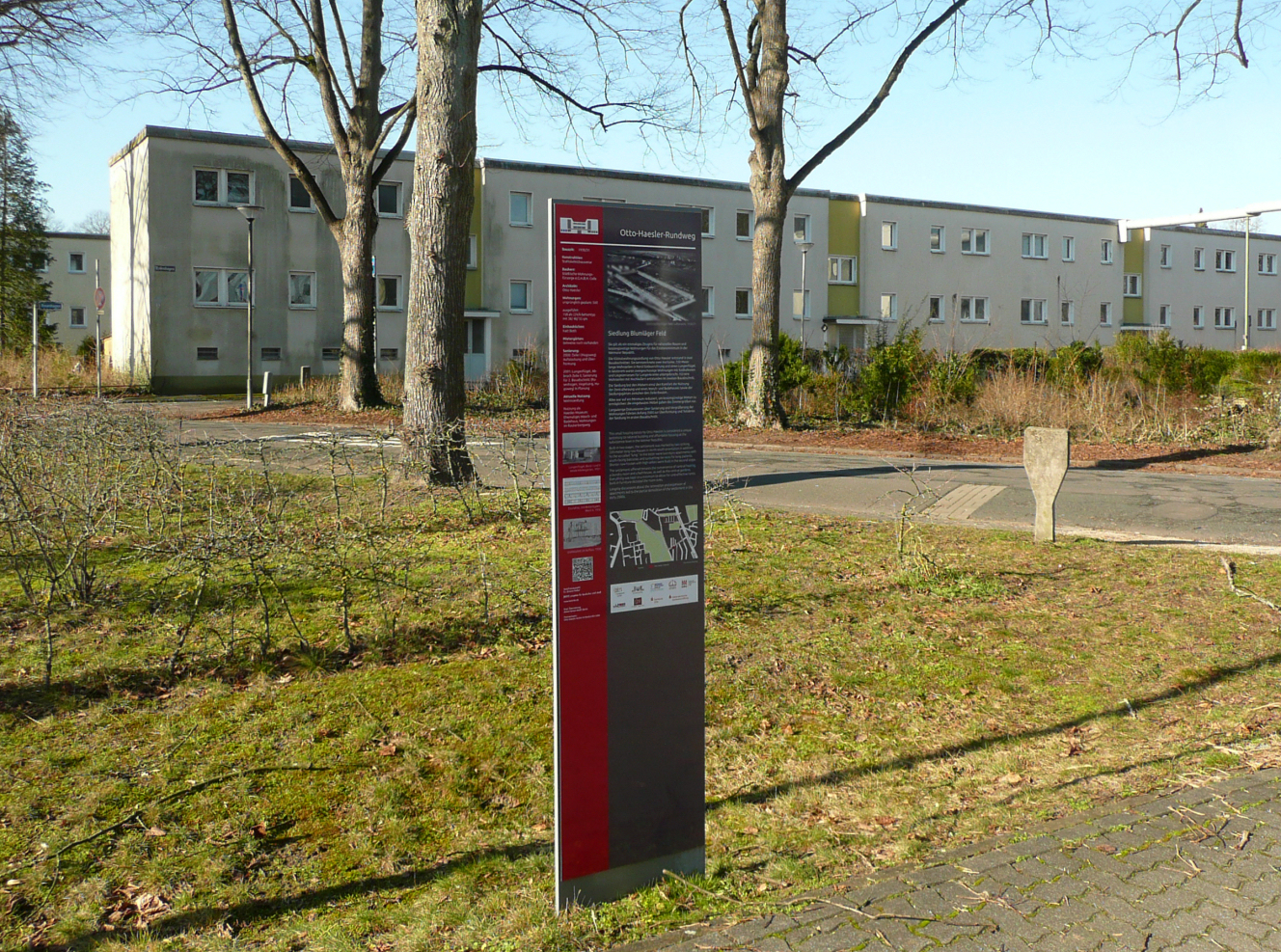
Schild des 2019 eingerichteten Otto-Haesler-Rundwegs

Die Siedlung gehörte bis zum Jahr 2022 der Städtischen Wohnungsbau GmbH (WBG) als Nachfolgeunternehmen der Erbauergesellschaft. Ab 1997 gab es bei dem Unternehmen Überlegungen zu baulichen Maßnahmen an den damals gut 65 Jahre alten Bauten des ersten Bauabschnitts. 1998 erklärte die WBG die „wirtschaftliche Unzumutbarkeit einer Sanierung“, was zum bis dahin größten Denkmalpflegestreit in Niedersachsen führte und seinen Niederschlag in überregionaler Berichterstattung fand. Trotz der bürgerschaftlichen Gründung der Otto-Haesler-Initiative und aller Proteste wurde ab 2003 die westliche 220 Meter lange Wohnzeile abgerissen und das Grundstück danach mit Einfamilienhäusern neu bebaut. Schon 2000 bis 2002 wurde die östliche Wohnzeile entkernt, verbreitert und um ein Stockwerk auf drei Geschosse erhöht. Am Nordende der Ostzeile blieben zwei originale Museumswohnungen von 1931 erhalten. Diese gehören zum 2001 gegründeten Otto Haesler Museum, das mit einer Dauerausstellung zum Neuen Bauen und zu Otto Haesler im 1931 errichteten Wasch-, Bade- und Heizhaus der Siedlung eingerichtet ist.
2015 setzten bei der Städtischen Wohnungsbau GmbH Planungen für den nördlichen zweiten Bauabschnitt der Siedlung mit fünf Gebäuden und 52 Wohnungen ein. War zunächst nur eine Fassadeninstandsetzung vorgesehen, ergaben 2017 Untersuchungen, dass das Stahlskelett der Gebäude erhebliche Korrosionsschäden aufwies und vom beauftragten Statiker die Standsicherheit der Fassaden nicht mehr gewährleistet werden konnte. Seither drohte der Abriss. 2018 mussten alle Mieter ihre Wohnungen räumen. Die Sanierungskosten wurden auf fast 15 Millionen Euro geschätzt. 2019 drückte der Niedersächsische Heimatbund in der Roten Mappe seine Sorge um den Erhalt des nördlichen Bereichs der Siedlung aus. Der Heimatbund bat das Land Niedersachsen, nach einer Lösung zur Rettung zu suchen. Bereits zuvor hatte die Bundesregierung Ende 2018 die ungewöhnlich hohe Summe von 10,5 Millionen Euro zur denkmalgerechten Instandsetzung in Aussicht gestellt, mit denen auch die von Otto Haesler erbaute Altstädter Schule in Celle instand gesetzt werden soll. 2021 wurde durch die Medien bekannt, dass die Celler Politik wegen der hohen Sanierungskosten zum Abriss tendiere. Laut Medienberichten erwarben 2022 vier Kaufleute aus Hannover, darunter ein Nachfahre des Gründers des Textilreinigungsunternehmens F. A. Stichweh, die sanierungsbedürftigen Gebäude im nördlichen zweiten Bauabschnitt. Sie wollen bis etwa zum Jahr 2025 mit Hilfe von Fördergeldern der Bundesregierung die Gebäude mit 50 Wohnungen zur Vermietung instand setzen.